# (36541) 2000 QJ95
2000 QJ95 (asteroide 36541) é um asteroide da cintura principal. Possui uma excentricidade de 0.05648690 e uma inclinação de 4.34060º.
Este asteroide foi descoberto no dia 26 de agosto de 2000 por LINEAR em Socorro.